# Dichotomius singularis
Dichotomius singularis är en skalbaggsart som beskrevs av Felsche 1907. Dichotomius singularis ingår i släktet Dichotomius och familjen bladhorningar. Inga underarter finns listade i Catalogue of Life.